# Американська короткошерста кішка
Америка́нська короткоше́рста (англ. American shorthair, ASH)  — порода кішок, що походить від європейських короткошерстих, завезених переселенцями в Америку.

## Історія
Походить від європейських короткошерстих. У результаті тривалого ізольованого розмноження кішки набули характерних рис. Американські любителі кішок вирішили впорядкувати селекційну роботу й затвердити американську короткошерсту кішку як породу. Була розроблена спеціальна програма розведення американської короткошерстої, відмінної від її європейських предків. У становленні породи брала участь британська короткошерста кішка. У 1950 році CFA випустила книгу представників домашньої короткошерстої кішки, у якій було зареєстровано 50 тварин. Тривалий час американські кішки реєструвалися як домашні короткошерсті (до 1985 року). У наш час порода одержала назву американської короткошерстої, має стандарт, прийнятий американськими клубами любителів кішок, у розведенні беруть участь тільки чистокровні плідники. На сьогодні у Сполучених Штатах налічується величезна кількість розплідників, що розводять цю породу. Є такі розплідники й у Канаді, і навіть у Японії. Практично на будь-якій виставці кішок у США можна побачити непоганий підбір американських короткошерстих кішок. Вони нагадують британських короткошерстих кішок, однак є й розходження. Американські кішки більші, з більш витягнутими мордами й носами. Порода не набула широкого розповсюдження за межами американського континенту.

## Характер
Американські короткошерсті кішки дуже тямущі й слухняні, доброзичливі, охоче ловлять мишей. Мають ніжний мелодійний голос. Легко адаптуються до умов навколишнього середовища, люблять поїсти. Потребують додаткових фізичних навантажень, тому що ледачі й схильні до ожиріння. Можуть жити як у приміщенні, так і на вулиці. Коротке хутро потребує вичісування в період линяння.

## Зовнішній вигляд
Американські короткошерсті кішки — тварини середнього й великого розмірів, сильні, міцні. Тіло масивне, має розтягнутий формат, важкий кістяк, добре розвинену мускулатуру. Його довжина дорівнює відстані від грудини до найбільш опуклої точки сідниць. Груди широкі. Спина широка, міцна, трохи скошена в місці основи хвоста. Кінцівки середньої довжини, сильні, з міцними м'язами. Лапи округлі, великі, стиснуті в грудку. Хвіст довгий, товстий, дорівнює за довжиною відстані від холки до його основи, без заломів. Кінець хвоста тупий, заокруглений. Коти набагато більші, масивніші, ніж кішки.
Голова велика, видовженої форми (більша завдовжки, ніж завширшки). Щоки повні, особливо в самців. Чоло трохи скошене, без опуклості між вухами. Морда міцна, квадратна, з довгими щелепами й твердим підборіддям. Ніс середньої довжини, з невеликим ухилом у місці з'єднання з чолом. Вуха середнього розміру, не широкі біля основи, широко посаджені одне від одного, із заокругленими кінчиками. Очі великі, відкриті, виразні. Широко розставлені. Розташовані трохи навскіс відносно носа, так що зовнішній кут ока трохи вищий, ніж внутрішній. Колір очей різноманітний: зелений, золотавий, темно-помаранчевий, блакитний, різнобарвні. Шия товста, мускулиста, середнього розміру.
Хутро коротке, густе. Рівномірно вкриває все тіло.

## Світлини

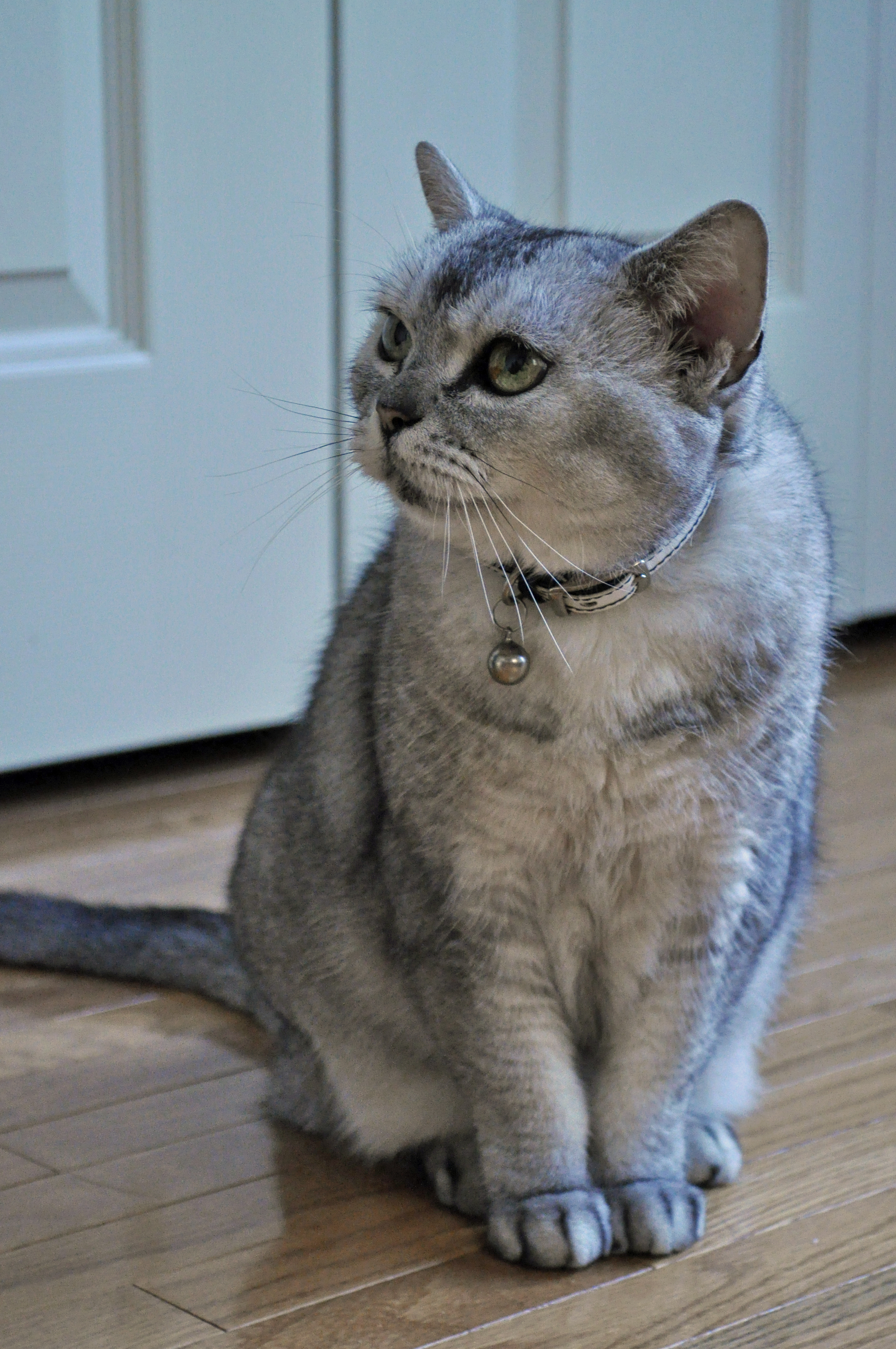
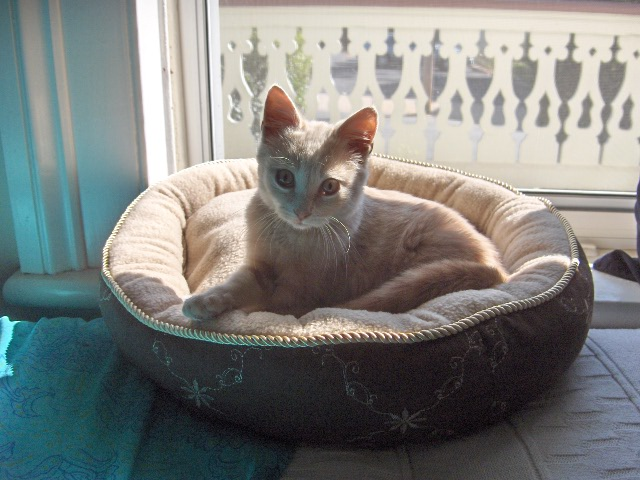
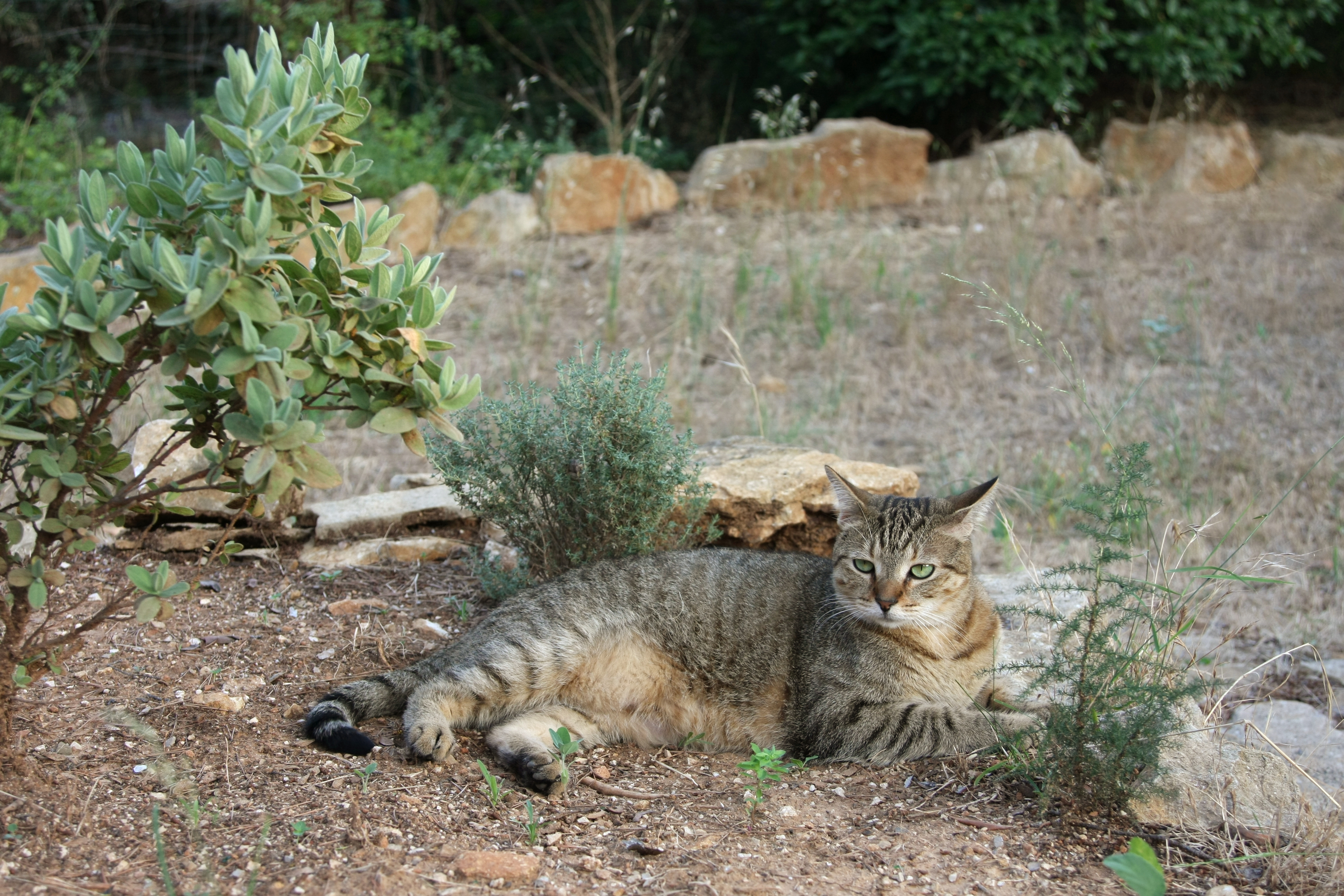
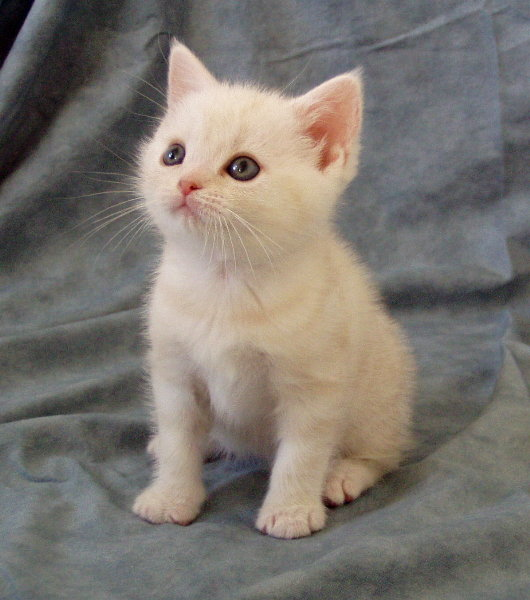
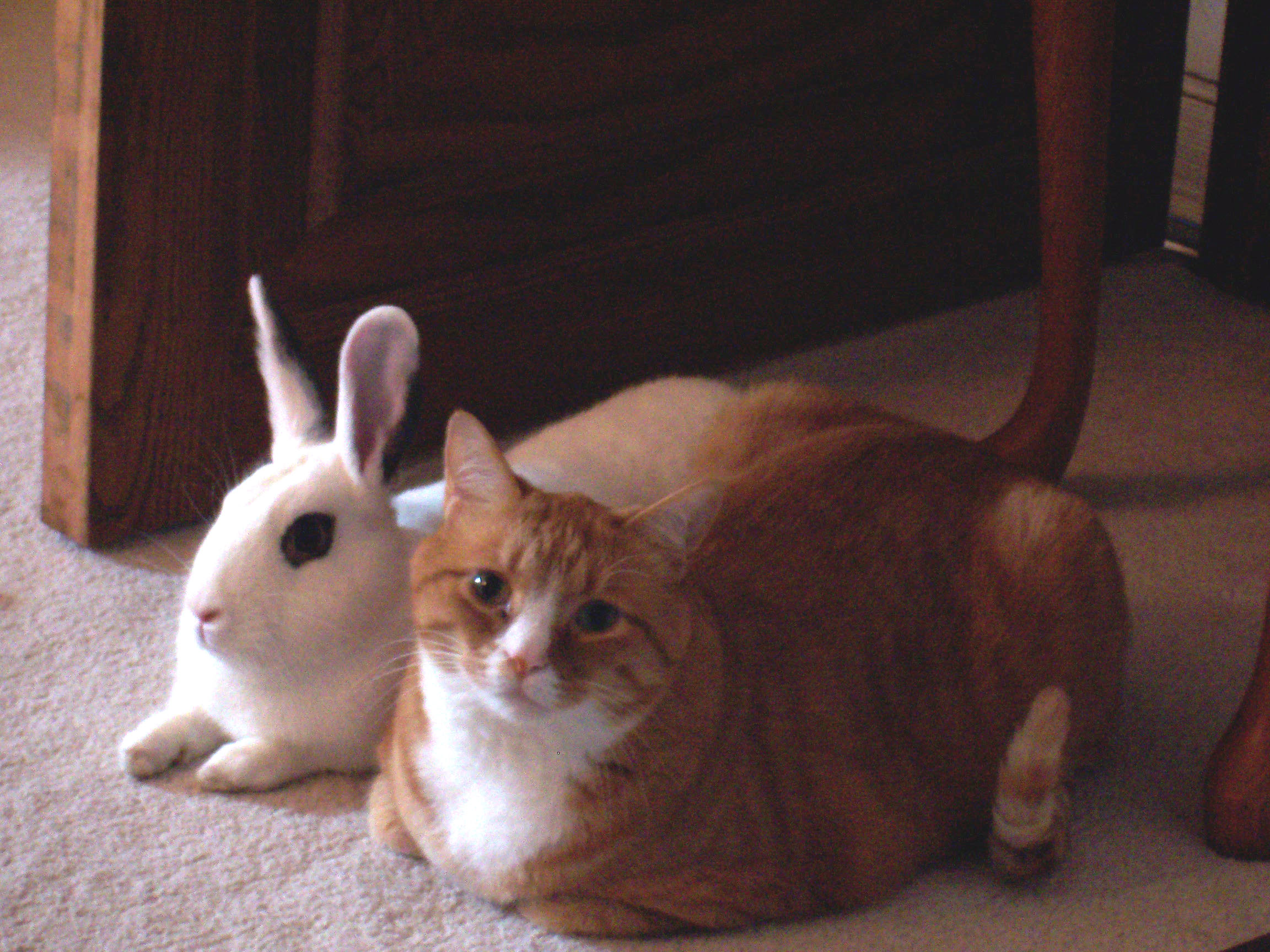
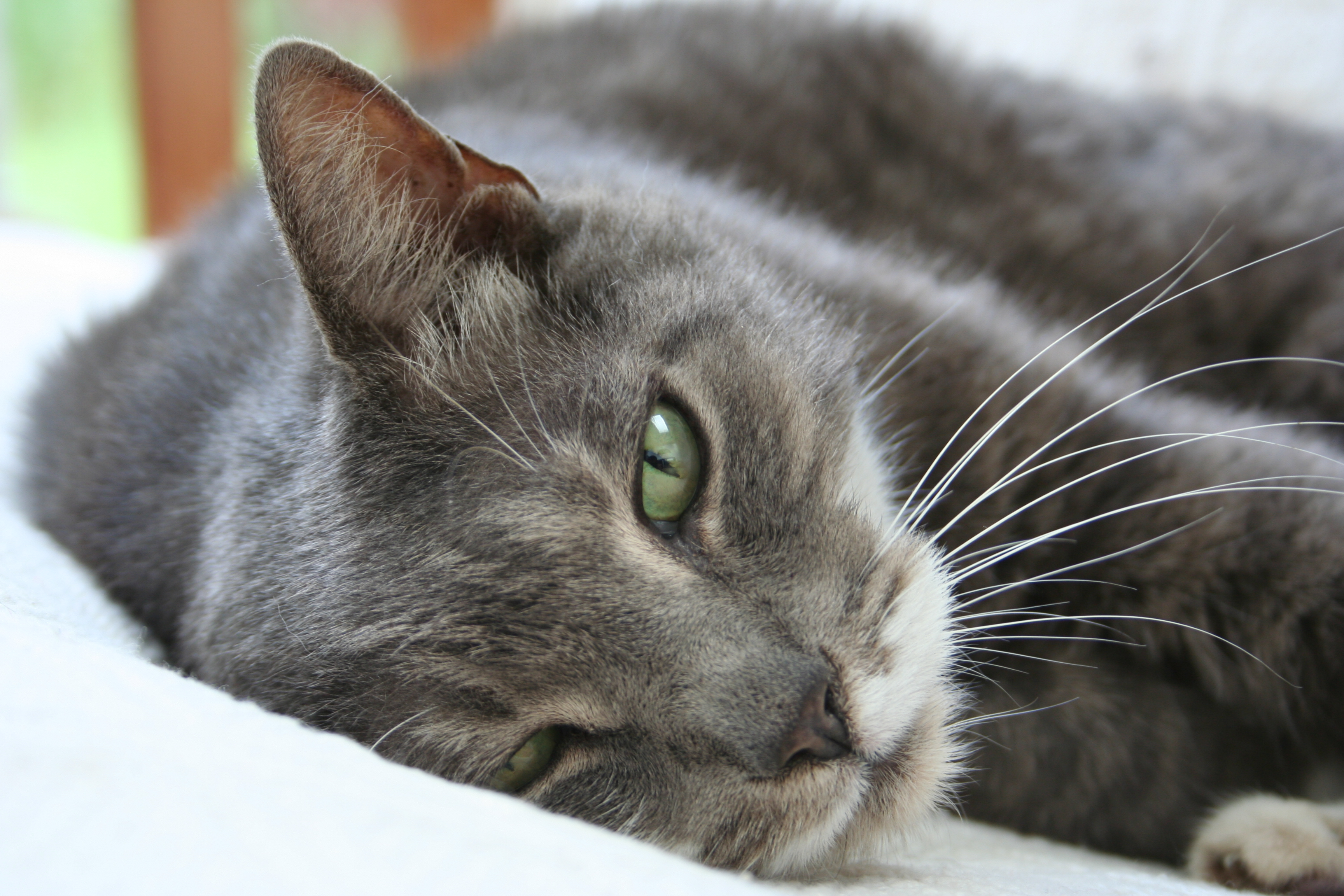

### Забарвлення
У CFA прийняті майже всі можливі забарвлення кішок цієї породи: біла, чорна, блакитна, червона, кремова, шиншила, шел камео, димчасті й біколори, з малюнком таббі та інші. Поки не прийняті шоколадне, лавандове й гімалайське забарвлення. Кольори очей, подушечок лап і мочок носа можуть варіюватися й повинні відповідати забарвленню. Для більшості забарвлень характерний золотавий колір очей, для шиншил — зелений. Кішки з білим забарвленням можуть мати очі золотавого, блакитного кольору або різнобарвні (одне блакитне, інше золотаве).